# Tabanus itaituba
Tabanus itaituba är en tvåvingeart som beskrevs av David Fairchild 1985. Tabanus itaituba ingår i släktet Tabanus och familjen bromsar. Inga underarter finns listade i Catalogue of Life.